# Bataille de Millstone
 (novembre 2015).
Guerre d'indépendance des États-Unis
Batailles
- Long Island
- Kips Bay
- Harlem Heights
- Pell's Point
- White Plains
- Fort Washington
- Embuscade de Geary (en)
- Iron Works Hill
- Traversée du Delaware par George Washington
- Trenton
- Assunpink Creek
- Princeton
- Guerre du fourrage (en)
- Millstone

La bataille de Millstone est une escarmouche qui s'est produite le 20 janvier 1777 à proximité du moulin d'Abraham Van Nest (ce qui est aujourd'hui Manville), pendant la guerre d'indépendance des États-Unis. Un groupe britannique à la recherche de provisions s'est fait flanquer puis chasser par des forces composées principalement de miliciens du New Jersey, dépossédant les Britanniques de leurs chariots et de leurs provisions.

## Contexte
Après le succès des mouvements de George Washington autour de l'armée de Charles Cornwallis qui culminent à la bataille de Princeton le 3 janvier 1777, Washington est confronté au dilemme d'être pris entre Cornwallis à Trenton et le reste de l'Armée britannique à New Brunswick. Plutôt que de faire une tentative sur l'avant-poste britannique à New Brunswick avec ses troupes épuisées, Washington déplace son armée en amont de la vallée de la Millstone en direction de Morristown, un endroit qu'il sait pouvoir être fortement fortifié et servir de quartiers d'hiver. Cornwallis et le reste des troupes britanniques et hessoises dans et autour de Trenton et Princeton se retirent à New Brunswick pour se regrouper après la bataille de Princeton.
Le 13 janvier, une partie importante de l'armée britannique avance vers l'ouest de New Brunswick à Somerset Court House (aujourd'hui Millstone) et y reste pendant environ une semaine avant de se retirer à New Brunswick, détruisant des habitations et pillant des provisions. Dans le même temps, des compagnies de miliciens se rassemblent pour soutenir l'Armée continentale. Ces mouvements font de la région à l'ouest de New Brunswick jusqu'à la Millstone et le Raritan un no man's land entre les deux forces. À la suite de la retraite britannique, Somerset Court House devient l'un des nombreux avant-postes occupé par des compagnies de milices patriotes, avec le soutien de l'Armée continentale.